# Dispensacionalisme
El dispensacionalisme és un sistema teològic cristià que afirma que Déu ha emprat diferents mitjans d'administració de la seva voluntat i la seva gràcia en diferents períodes de la història humana. El distintiu del dispensacionalisme és que sosté que Israel com nació i l'Església com a cos de Crist no formen un sol poble de Déu, sinó dos pobles amb profecies, promeses i destinacions diferents.

## Origen
El dispensacionalisme va ser iniciat per John Nelson Darby i perfeccionat per Cyrus Scofield i Lewis Sperry Chafer.
Cada dispensació és "un període durant el qual l'home és provat pel que fa a alguna revelació específica de la voluntat de Déu".

## Les set Dispensacions
D'acord amb el sistema dispensacionalista existeixen set dispensacions:
- Innocència: En el Jardí de l'Edèn, Adam i Eva havien d'obeir el mandat diví de no menjar de l'arbre prohibit, de manera que asseguraven ser innocents de pecat. Tots dos van fallar.
- Consciència: Des de la caiguda fins Noè, l'ésser humà va tenir la possibilitat de controlar lliurement les seves decisions sobre la base del que la seva consciència l'indicava. L'home va fallar en això, ja que el designi del seu cor va ser de continu només el mal, en comptes de buscar a Déu.
- Govern Civil: de Noè a Abraham, ja que la consciència personal no va ser una guia adequada per a l'ésser humà, es va encomanar als governs administrar la justícia i la moral.
- Promesa: En fallar els governs en la seva comesa, Déu va escollir a Abraham per ser el pare de la fe i li va prometre que serien beneïdes totes les nacions de la terra.
- La Llei: Des de Moisès a Jesús, l'ésser humà només podria acostar-se a Déu a través del compliment de la llei mosaica. Aquesta, donada la seva condició de perfecta, va ser impossible de complir, s'hi revela el pecat i la maledicció d'aquest.
- Gràcia: Només en reconèixer la nostra incapacitat d'aconseguir alguna cosa bona (consciència de pecat) podem reconèixer que és Jesús l'únic mitjancer entre Déu i els éssers humans "perquè no hi ha un altre nom que apareix al cel en qui puguem ser estalvis".
- El Regne: Per fi dels temps sorgirà un període de 1.000 anys en els quals Jesús regnarà a la terra. Serà una època d'esplendor sense precedents. En finalitzar aquest temps, Satanàs serà alliberat amb l'objectiu de provar per última vegada la fe de l'ésser humà. Després d'aquest període s'acabarà el temps i sorgirà una nova terra i un cel nou, ja que tot el conegut serà destruït.

Els dispensacionalistes interpreten la Bíblia sobre la base d'aquestes o altres suposades dispensacions.

## Etimologia
Cal anotar que en la Bíblia, la paraula "dispensació", que prové del llatí "dispensare" (distribuir), que tradueix dos vocables grecs: "diakonia" o servei (2 Corintis 3:7-9) i "oikonomia", administració, comissió, encàrrec (1 Corintis 9:17; Efesis 1:10, 3:9; Col 01:25). Mai significa un "període", encara que certament no indica període, si fa la forma en què Déu interacciona amb l'ésser humà durant algun temps. El sistema teològic oposat és l'anomenat Teologia del pacte.